# Siegfried Dyck (Verlag)
Siegfried Dyck (1900 auch Jung-Deutschland) war ein Buchverlag und eine Buchhandlung in Eberswalde von 1894 bis 1903.

## Geschichte
1894 übernahm Siegfried Dyck die Neue Deutsche Jagd-Zeitung und begründete damit seinen Verlag.  In den folgenden Jahren gab er außerdem Dokumentensammlungen von Rassehundtypen und Rassepferden heraus. 1900 konnte er ein Konkursverfahren nur durch eine Vergleichszahlung abwenden.
Seit diesem Jahr gab er die Literaturzeitschrift Stimmen der Gegenwart und einige Werke junger Autoren sowie das Eberswalder Adreßbuch heraus. In dieser Zeit hatte er eine Verlagsbuchhandlung am Alsenplatz 1 in Eberswalde.
1902 erschien nur noch die Zeitschrift bis zum Frühjahr.
Anfang 1903 wurde der Verlag als Kath. Dyck angegeben. Wahrscheinlich war Siegfried Dyck gestorben und seine Witwe Katharina Dyck führte die Herausgabe des Adressbuches zu Ende. In diesem Jahr verschwand der Name Dyck aus Eberswalde.
Siegfried Dyck wurde aber offiziell weiter als Mitglied des Börsenvereins der deutschen Buchhändler angegeben und erst 1909 dort ausgetragen.

## Publikationen (Auswahl)
Im Verlag von Siegfried Dyck sind einige Publikationen erschienen.
Monographien
- Heinrich Sperling, Rassehundtypen, 1895–1896, fortlaufende Dokumentensammlung, übernommen von J. Neumann, Neudamm
- Heinrich Sperling, Rassepferde, 1896–1898, fortlaufende Dokumentensammlung
- Elisar von Kupffer, Auferstehung. Irdische Gdichte, 1900 Digitalisat, (2. Auflage bei Klingende Kreise Spohr, Leipzig Digitalisat); Neudruck 2019
- Elisar von Kupffer, Lieblingsminne und Freundesliebe in der Weltliteratur... Eine Sammlung mit einer ethisch-politischen Einleitung, 1900
- Max Prels, Ernte-Jugend, 1901 Digitalisat
- Friedrich Eisenschitz, Ja wir! 8 Nichtigkeiten für meine lieben Mitjungens und Mitmädels, 1901
- Martin Boelitz, London, soziale Gedichte, 1901
- Hugo Öhler, Die heilige Ehe. Eine Lebenskomödie in drei Aufzügen, 1901
- F. C. Entlicher, Sonnenstäubchen, 1901
- Brody, Die Vergessenen, 1901
- K. J. Schwartz, Die Ungebändigte, Roman, 1901
- Adreßbuch von Eberswalde und Umgebung Biesenthal und Joachimsthal, 1901 Digitalisat, 1903 Digitalisat

Zeitschriften
- Neue Deutsche Jagd-Zeitung, 1894–1895, vorher bei Decker[9]
- Stimmen der Gegenwart. Monatsschrift für moderne Litteratur und Kritik, 1900–1902